# 甬江
甬江，古称大浃江，是中国浙江省宁波市境内的一条入海河流，浙江省八大水系之一，被誉为宁波的“母亲河”。甬江得名于奉化江上形似覆钟的甬山，这一名称也同时成为宁波市的简称。通常所说的甬江，指的是姚江和奉化江在宁波市中心三江口汇合直至镇海口入海的下游河段。这一河段长25.6公里，流量每秒71.4立方米，总流域面积4572平方公里。
甬江是浙东运河入海前的最后一段河道，历史上曾在漕粮海运中起到重要的作用，也曾沟通内陆和海上丝绸之路。甬江口曾发生一系列战事，为宁波带来动荡。但另一方面，西方文明也最早在甬江畔登陆，形成江北岸外人居留地，开启了宁波的近代化。

## 地理

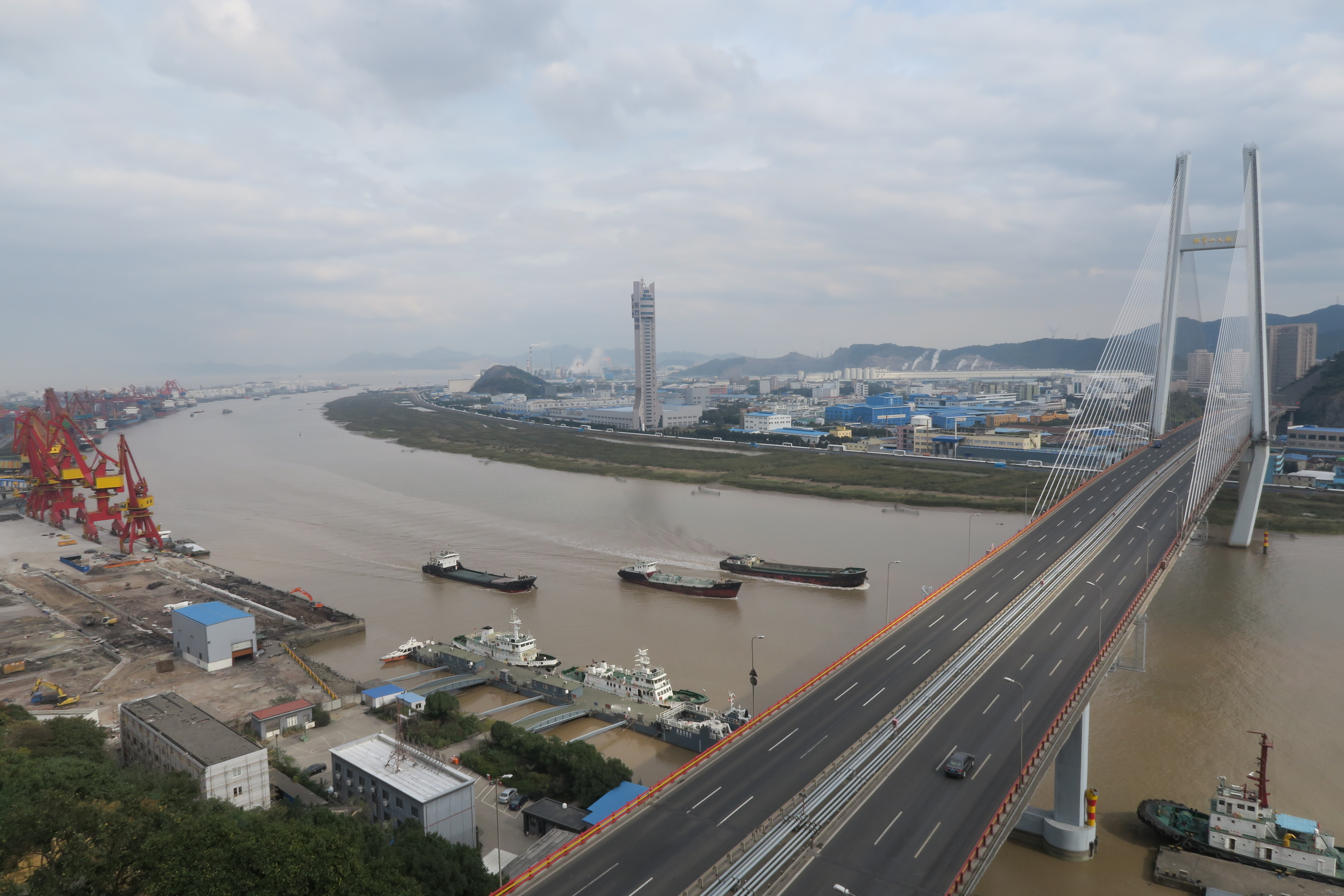
招宝山大桥和甬江口

习惯上所说的甬江，指的是姚江和奉化江在宁波市中心三江口汇合后形成的河段，流向为西南-东北方向，自三江口后北岸为江北岸外滩、白沙、孔浦、清水浦、镇海老城区、招宝山，南岸为江东北路、梅墟、衙前、小港、金鸡山，至北岸大游山外为河口。甬江河道弯曲，有8处弯道，6处浅滩，以梅墟河段最为弯曲，有“拗猛江”之称。
甬江江道面积14平方公里，平均宽度408米，平均深5.72米。甬江潮汐现象明显，上游姚江大闸和入海口虎蹲山-游山填海后，进潮量锐减，镇海口进潮量从3610万立方米下降至2160万立方米，因而河道淤积，河床抬高，影响航运和泄洪。
地质史上，距今6000年左右，海水退至今宁波市区以东，此时姚江和奉化江均已形成并汇合成甬江，入海口位于今三官堂附近。4000年前，海水退至镇海以东，此后入海口基本未改变。

甬江流域模式图，以姚江为江源

### 奉化江
作为甬江上游的奉化江发源于溪口镇四明山大湾岗董家彦村，从大湾岗至公棠称晦溪，建有亭下水库。晦溪于公棠汇康岭溪（即剡溪）后改称剡江。此后河流继续东行，流经溪口和萧王庙街道，直至江口街道的方桥三江口，剡江与东来的东江汇合，始称奉化江。此后河流向北与西来的鄞江汇合，向北蜿蜒进入宁波市中心，在宁波三江口与西来的姚江汇合。从源头至方桥三江口河流全长66.7公里，自方桥三江口至宁波三江口河流长26.4公里。

### 姚江
作为甬江上游的姚江发源于上虞市境内的四明山夏家岭东北眠冈山，于通明堰接纳来自江坎头的来水后于余姚市马渚镇上陈村进入宁波市境并于梁弄镇注入四明湖水库。出水库后河流向北汇合四十里河于新江口，此后折向东北依次与十八里河和马渚横河汇合。浙东运河由此进入自然河道并开始宁波段。此后河流经过余姚城区，分为北、中、南三支，北支称候青江，南支称兰墅江，又名最良江。出城后三江合流并曲折向东南，与多条溪流汇合后进入丈亭镇境内的丈亭三江口，汇合慈江，此后向东进入宁波城区，于湾头地区分为两支。其中向东一支长5公里，因截弯取直而成为盲端。另一支为人工河道，经姚江大闸后与原河道汇合，再行3.3公里到达宁波三江口，并与奉化江汇合成为甬江，总长104.5公里。

### 源头争议
奉化江和姚江两江长度、流域面积和流量相近，因而对于甬江的源头，历来有不同说法。据1995年版《宁波市志》载，姚江为甬江正源，奉化江为甬江最大的支流。乾隆《鄞县志》则称奉化江为甬江源头。2012年，在全国河湖基本情况普查中，宁波市水文站将姚江定为甬江最大的支流，而将奉化江源头定为甬江源头。

## 水利

### 江塘

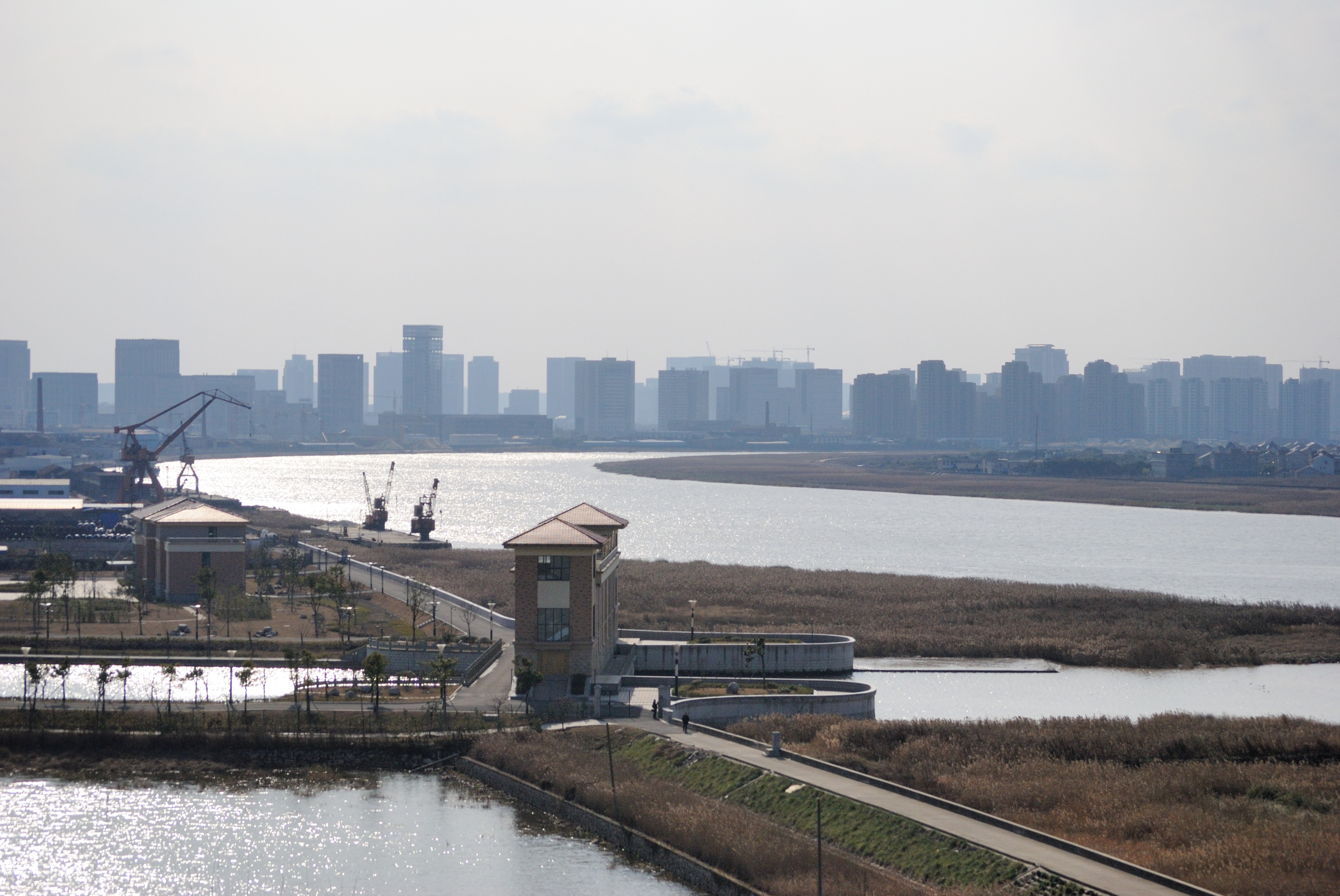
位于梅墟的甬江江塘，摄于明州大桥上

甬江是感潮河流，受潮汐影响较大，因而两岸很早就开始修建江塘以抵御潮水。北岸从姚江桃花渡至镇海县界曾修有陈家洋土塘，明代成化五年（1469年）改为石塘，嘉靖十年（1531年）延伸至镇海镇远门。南岸江塘从金鸡山至梅墟筑有断续的土塘，清代乾隆年间险要地段改建为石塘。目前，宁波甬江两岸的标准堤防已经基本形成。

### 填海
1974年，为建设镇海港区，招宝山、虎蹲山、大小游山之间水域抛石筑堤。1975年，海堤建成，甬江口东延3.6公里。这次河口筑堤造成甬江口的多向潮流改变为单一潮流，潮量减小，同时涨潮泥沙量与落潮泥沙量的差值增大，泥沙加快淤积，需要疏浚整治。

## 交通

### 航运
甬江的航运历史悠久。甬江作为浙东运河中的自然河道，曾经是漕粮海运的重要河道，也曾经沟通内陆和海上丝绸之路。唐代开始，甬江上就曾往来朝鲜、日本、南洋的远洋船舶。北宋时，招宝山下曾能建造万斛船舶，通航朝鲜和日本。清代漕粮海运使得宁波北号船帮获得巨大的经济利益，在三江口建成庆安会馆并购置西洋轮船宝顺轮。随着宁波成为通商口岸，江北岸成为外人居留地。轮船的广泛使用促使江北岸码头逐渐扩大，并取代江厦成为宁波最重要的码头，自1862年开辟定期航线起一直经营到2001年。甬江内河港区至今仍是宁波港的组成部分。1974年，镇海招宝山外劈山围堤开建镇海港区，1977年11月港区竣工，成为煤炭、杂货、液体化工，也是宁波港首座万吨级码头所在地。

### 跨河设施

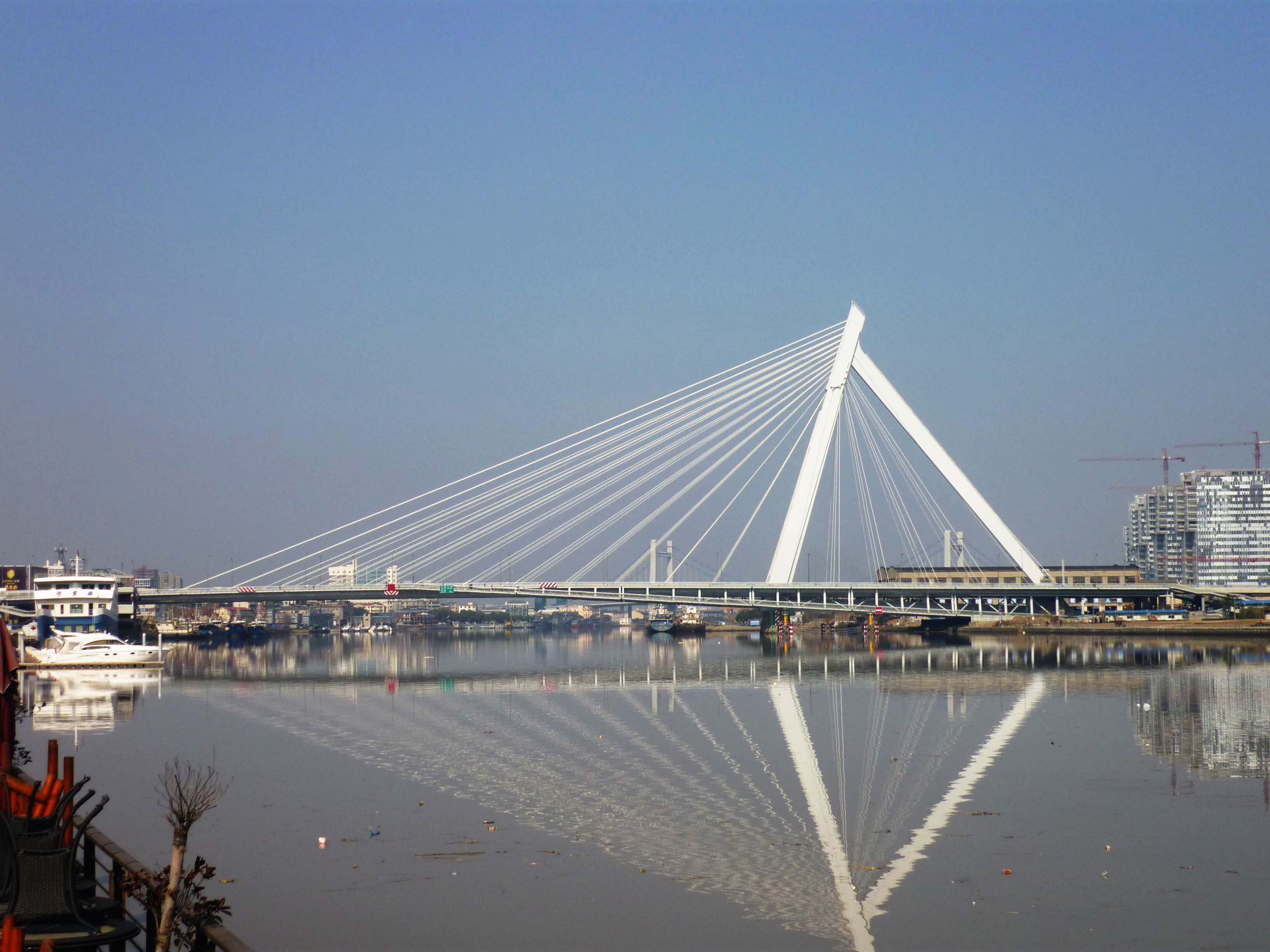
跨越甬江的外滩大桥

甬江在历史上很长时间都没有建造跨河桥梁，往来两岸大多依靠渡轮。至2020年曾服务于甬江两岸的镇海渡，其历史可以追溯到北宋。甬江上首座桥梁是建成于1992年的甬江大桥，建成时曾经是浙江省最大的城市桥梁。而宁波首条跨江隧道亦是1995年建成，穿越甬江的甬江水底隧道。2000年以来，甬江上新建了以外滩大桥为代表的多座跨江桥梁，以斜拉桥为主。
三江口以下的跨甬江设施列表如下。
| 名称                      | 类型     | 载有                           |
| ------------------------- | -------- | ------------------------------ |
| 甬江大桥                  | 公路桥梁 |                                |
| 外滩大桥-曙光区间隧道     | 铁路隧道 | 宁波轨道交通7号线，建设中      |
| 外滩大桥                  | 公路桥梁 | 惊驾路                         |
| 正大路-庆丰桥东区间隧道   | 铁路隧道 | 宁波轨道交通6号线，建设中      |
| 庆丰桥                    | 公路桥梁 | 通途路                         |
| 中兴大桥                  | 公路桥梁 | 中兴路                         |
| 大通桥–中兴大桥南区间隧道 | 铁路隧道 | 宁波轨道交通3号线              |
| 常洪隧道                  | 公路隧道 | 世纪大道                       |
| 三官堂大桥                | 公路桥梁 |                                |
| 盎孟港-三官堂区间隧道     | 铁路隧道 | 宁波轨道交通5号线              |
| 明州大桥                  | 公路桥梁 | 东外环路（ 329国道、 202省道） |
| 甬江特大桥                | 铁路桥梁 | 宁波铁路北环线                 |
| 清水浦大桥                | 公路桥梁 | 宁波绕城高速                   |
| 甬江水底隧道              | 公路隧道 | 307省道                        |
| 招宝山-红联区间隧道       | 铁路隧道 | 宁波轨道交通2号线              |
| 招宝山大桥                | 公路桥梁 | 滨海快速路（已取消规划）       |
| 杭甬高速复线甬江特大桥    | 公路桥梁 | 杭绍甬高速，建设中             |

## 历史文化

### 战事

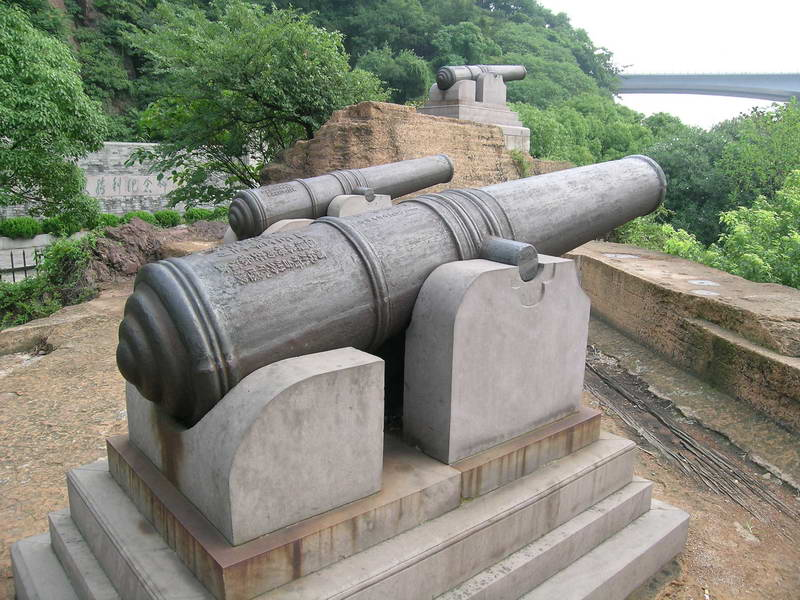
镇海口火炮

宁波历史上的多次大规模战事发生在甬江口。公元400年，孙恩起义军登陆浃口（即甬江口），此后攻至绍兴地区，沿途攻陷句章、余姚，后兵败。明代抗击倭寇，戚继光曾在甬江南岸的戚家山修建营垒，戚家山因此得名。第一次鸦片战争时期，1840年7月，英军占领定海后进犯镇海口，伊里布委屈求和，禁止民间抗英，英军退去。1841年9月，英军再陷定海，10月10日镇海陷落，满清钦差大臣裕谦自杀殉国。中法战争时期，1885年（光绪十一年）2月12日，法军将领孤拔率法舰7艘侵入大戢洋面。3月1日至3月20日，屡次进攻镇海口，均被击退。6月26日，法舰撤退，镇海之战取得胜利。抗日战争时期，1940年7月16日，日军进攻镇海，17日镇海陷失。7月17日，国军一九四师与十六师在甬江南岸梅墟、王家溪口一线与江北骆驼桥部署反击，至21日收复镇海县城、招宝山、戚家山等处，战斗告捷，史称“七·一七”抗战。直至1941年日军发动宁绍战役，甬江口方才陷落。

### 江北岸
宁波因中英南京条约而于1844年开埠。随后，英、法、美等12国在江北岸设立领事馆并划定区域建立外人居留地。随后，这片地区又被称为“江北岸外滩”。此地建成教堂、邮政局、银行、领事馆、医院等建筑，汇聚了各种西方和折衷主义建筑样式，成为宁波近代港口文化的缩影。其中江北天主教堂、宁波邮政局旧址等建筑已被纳入文物保护单位。而今，这片区域已被开发为“宁波老外滩”，成为一处休闲消费场所。